# Комунистичка партија Немачке
Ово је чланак који се бави оригиналном Комунистичком партијом Немачке. За податке о каснијим групама које користе ово име, види Комунистичка партија Немачке (вишезначна одредница).
Комунистичка партија Немачке, или КПД је била значајна политичка странка у Немачкој између 1918. и 1933. године, и минорна странка у Западној Немачкој у послератном периоду. Основали су је, по завршетку Првог светског рата, социјалисти инспирисани Руском револуцијом 1917. Партија је водила политику марксизма-лењинизма, и у касним 1930-им је била потпуно лојална Совјетском Савезу, и њеном вођи, Јосифу Стаљину. Током периода Вајмарске Републике, КПД је обично освајала између 10 и 15% гласова, и била је представљена у Рајхстагу и у државним парламентима. Када је успостављен нацистички режим Адолфа Хитлера, КПД је забрањена, али је наставила са илегалним радом трпећи велике губитке. Ова странка је обновљена у послератној Немачкој и освојила је мандате на првим изборима за Бундестаг 1949. године, али јој је подршка нестала након успостављања комунистичке државе у Совјетској окупационој зони Немачке. Забрањена је у Западној Немачкој 1956. године, а 1969. је основана нова, легална Немачка комунистичка партија (ДКП).

## Рана историја
Пре Првог светског рата, Социјалдемократска партија Немачке (СПД) је била највећа странка у Немачкој и најуспешнија социјалистичка партија у свету. Мада формално још увек марксистичка партија, до 1914. је практично постала реформистичка партија. Године 1914. посланици СПД у Рајхстагу су гласали за рат. Припадници левог крила партије, које су предводили Карл Либкнехт и Роза Луксембург, су се оштро противили рату, и СПД се ускоро поделила, јер су левичари основали Независну социјалдемократску партију Немачке (УСПД) и радикалнију Спартакистичку лигу. По завршетку рата, и немачком поразу у новембру 1918. године, широм Немачке је избила револуција. Инспирисани Октобарском револуцијом у Русији, левичари су формирали КПД у децембру 1918. године.
У својим раним годинама, КПД је била посвећена оружаној радничкој револуцији у Немачкој, и током 1919. и 1920. године, револуционарни немири су настављени. Већински социјалдемократи, који су дошли на власт након пада старог режима су мрзели револуционарне социјалисте, и искористили су војску да их сузбију. Током неуспелог Спартакистичког устанка у Берлину јануара 1919. године, Либкнехт и Луксембургова су убијени. Партија се затим поделила у две фракције, КПД и Комунистичку радничку партију Немачке (КАПД), које су обе истицале лојалност Комунистичкој интернационали у Москви.
Након раскида са КАПД, Паул Леви је постао вођа КПД. Међу осталим виђеним члановима су били Лео Јогихес, Клара Цеткин, Паул Фролих, Вили Минценберг, Јирген Цетнер, Франц Меринг и Ернст Мејер. Леви је променио политику странке која се залагала за тренутну револуцију, у покушају да придобије раднике СПД и УСПД. Ови напори су довели до успеха, када се значајан део УСПД прикључио КПД, учинивши је масовном партијом по први пут.
Током 1920-их, КПД је исцрпљивао унутрашњи сукоб између радикалнијих, и мање радикалних фракција, што је делом осликавало борбу за моћ између Троцког и Стаљина у Москви. Немачка је виђена као држава од великог значаја у социјалистичкој борби, и неуспех немачке револуције је био значајан неуспех. Левија је на крају Коминтерна избацила због „недисциплине“. Нове промене у вођству су се одиграле раних 1920-их, и троцкисти попут Хајнриха Брандлера и Аугуста Талхајмера су успоставили отцепљену Опозицију комунистичке партије.

## Године Вајмарске Републике
Године 1923. је успостављено ново вођство КПД, лојално све моћнијој Стаљиновој фракцији у Совјетском Савезу. Ово вођство, на челу са Ернстом Телманом, је напустило циљ тренутне револуције, и од 1924. је учествовало на изборима за Рахјстаг, са одређеним успехом. Мада се КПД залагала за уједињени фронт током овог периода, остала је у дубоко непријатељским односима са СПД. Године 1928, Стаљин је увео нову левичаску политику, коју је КПД верно пратила. Ова политика такозваног Трећег периода је сматрала да капитализам улази у дубок кризу, и да се време за револуцију убрзано приближава. СПД је одбачена као социјално фашистичка, као и сви предлози са сарадњу.
Током година Вајмарске Републике, КПД је била највећа комунистичка партија у Европи (ако се изузме СССР), и виђена је као водећа партија комунистичког покрета изван Совјетског Савеза. Одржавала је пристојне изборне резултате, обично оосвајајући више од 10% гласова. На парламентарним изборима 1932, је освојила 100 мандата, а на председничким изборима исте године, Телман је освојио 13,2% гласова, док је Хитлер освојио 30,1%. 
Међутим, због оптужби о социјалном фашизму, није постојала могућност за уједињени фронт КПД са СПД, против растуће моћи нациста. И КПД и Стаљин су катастрофално потценили нацистичку претњу, претпоставивши да нацисти не представљају тренутну опасност и да ће нацистички ређим брзо пропасти.

## Нацистичка ера
Убрзо након постављања Хитлера за канцелара, запаљен је Рајхстаг. Нацисти су јавно оптужили комунистичке агитаторе за пожар (мада многи историчари верују да су сами нацисти запалили Рајхстаг). Искористили су пожар као повод да уведу законе који су омогућили сузбијање политичких партија. Акт о омогућавању, који је Хитлеру правно дао диктаторску власт у Немачкој, је изгласан на седници Рајхстага, одржаној након што су комунистички посланици ухапшени.
Нацисти су систематски сузбијали КПД. Хиљаде комуниста је затворено, укључујући Телмана, који је умро у концентрационом логору. Највиши вођа КПД, који је побегао је био Валтер Улбрихт, који је отишао у егзил у Совјетски Савез. КПД је наставила са подземним активностима у Немачкој током владавине нациста, али је губитак многих кључних чланова јако ослабио партију. Године 1945, многе од области у којима је КПД била најјача су потпале под Совјетску окупациону зону, где је понашање окупационих снага убрзо довело до тога да КПД изгуби подршку многих својих предратних гласача.

## Послератна историја
У Источној Немачкој, КПД (предвођена Валтером Улбрихтом), је апсорбовала неке елементе источне СПД, и преименована је у Јединствену социјалистичку партију Немачке (СЕД), која је била владајућа партија у Источној Немачкој до 1990. Након што је КПД забрањена у Западној Немачкој, СЕД је подметнула шпијуне, попут Гинтера Ђулиама (Günter Guillaume) на западу. Мала сестринска партија СЕД, Јединствена социјалистичка партија Западног Берлина, је деловала на западу. Након поновног уједињења Немачке, реформистички елементи у СЕД су преузели контролу над партијом, и поново је основали као Партију демократског социјализма (ПДС).
КПД се реорганизовала у западном делу Немачке, и освојила 5,7% гласова на првим изборима за Бундестаг, 1949. Међутим, са почетком Хладног рата, и успостављањем комунистичке диктатуре у Источној Немачкој, подршка овој партији је убрзо опала. На савезним изборима 1953, КПД је освојила само 2,2% укупног броја гласова, и изгубила је све мандате. Партију је 17. августа, 1956. забранио Савезни Уставни суд Немачке. Након што је партија проглашена илегалном, многи од њених чланова су наставили да раде у тајности, али уз сметње од старне владе. Део њеног руководства је 1968. основао Немачку комунистичку партију (ДКП). Ова партија још увек постоји, мада је након реуједињења Немачке велики број чланова ДКП ступио у Партију демократског социјализма.